# HF–24 Marut
A Hindustan Aeronautics HF–24 Marut az első Indiában kifejlesztett, két hajtóműves, szuperszonikus vadászbombázó repülőgép volt, melyet a német Focke-Wulf főkonstruktőrének, Dr. Kurt Tanknak a vezetésével hoztak létre az 1960-as évek közepére. Az ígéretes konstrukciójú repülőgép hajtóműinek tolóereje meglehetősen alacsony volt, ezért a tervezett 2 Mach körüli sebességet nem tudták vele elérni. A költséges fejlesztés miatt az Indiai Légierő repülőgépeinek nagy részét inkább a Szovjetunióból importálta, ezért a repülőgépek gyártását viszonylag hamar beszüntették. A rendszerbe állított gépek részt vettek az 1971-es indiai-pakisztáni háborúban.